# Howard Schoenfeld
Pour les articles homonymes, voir Schoenfeld.
Howard Schoenfeld, né le 2 janvier 1915 à Hot Springs, en Arkansas et mort le 26 septembre 2004 à Greenwich Village (New York), est un écrivain américain, auteur de récits policiers et de science-fiction.

## Biographie
Il passe son enfance dans sa ville natale de l'Arkansas. Inscrit à l'université de Syracuse, dans le Nord de l'État de New York, il visite New York une première fois pendant les vacances de Noël de 1933. Un an plus tard, il revient et s'installe dans Greenwich Village, à Manhattan. Au cours de ses premières années à New York, il travaille comme éditeur pour le magazine See. Il est aussi responsable des relations publiques pour la Ligue de défense des travailleurs et rédacteur en chef adjoint pour Uncensored.
Pacifiste, il rejoint le groupe dirigé par David Dellinger qui refuse de s'inscrire sur les listes de la conscription avant l'entrée des États-Unis dans la Seconde Guerre mondiale. Avec d'autres résistants, il poursuit le gouvernement fédéral, accusant la conscription en temps de paix d'être illégale. Pour avoir refusé le service militaire, il passe onze mois dans une prison fédérale, puis sept mois en liberté conditionnelle dans un camp de travail quaker pour objecteurs de conscience.
Le compte rendu de son expérience en milieu carcéral est livré dans un article intitulé Le Danbury Story, paru dans The Nation, puis publié dans l'anthologie The Pacifist Conscience (1966). Il rédige également une chronique politique pour le journal pacifiste The Conscientious Objector et d'autres essais sur la non-violence.
Son unique roman, Casse-pipe à toute heure (Let Them Eat Bullets, 1954), vendu à plus d'un million d'exemplaires, raconte l'histoire rocambolesque du détective privé Jerry Nelson et de son jumeau Danny qui se trouvent mêlés à une histoire de chantage où les cadavres s'accumulent, notamment à cause d'une vieille dame toujours ivre morte qui a la fâcheuse habitude de tirer sur les gens à bout portant.  
Pendant les années 1950, il vit quelques années en Californie et collabore à la série télévisée de science-fiction Atom Squad.
Sa présence familière hante Washington Square durant les années 1960 et au début des années 1970 où il croise souvent ses amis le chanteur Bob Dylan et le poète Delmore Schwartz.
Auteur de courts récits abordant les genres de la science-fiction et de la littérature policière, notamment pour le Ellery Queen's Mystery Magazine, Howard Schoenfeld voit sa nouvelle Built Up Logically (1949) reprise dans de nombreuses anthologies et adaptée à la radio. Cette nouvelle raconte le récit singulier d'un écrivain qui détermine les événements qui le concernent comme ceux d'un personnage de son roman. Or, l'écrivain se retrouve bientôt dans la position d'être inventé par un de ses propres personnages. 
Un recueil de ses nouvelles, intitulé True and Almost True Stories : a classic author's collection, paraît au moment de la mort d'Howard Schoenfeld, en septembre 2004, causée par une maladie du foie.

## Œuvre

### Roman
- Let Them Eat Bullets (1954) Publié en français sous le titre Casse-pipe à toute heure, traduit par Henri Robillot, Paris, Gallimard, Série noire no 234, 1955

### Recueil de nouvelles
- True and Almost True Stories : a classic author's collection (2004)

### Nouvelles
- Built Up Logically (1949), aussi titré The Universal Panacea
- The Tea Pusher (1952)
- All of God’s Children Got Shoes (1953)
- Fillmore Y. Brightforks (1957)
- Three Men and a Girl (1965)
- Dealer in Death (1966)

### Sources
- Claude Mesplède et Jean-Jacques Schleret, SN, voyage au bout de la Noire : inventaire de 732 auteurs et de leurs œuvres publiés en séries Noire et Blème : suivi d'une filmographie complète, Paris, Futuropolis, 1982, 476 p. (OCLC 11972030), p. 328.